# Direzione generale Archivi
La Direzione generale Archivi (DGA) è una delle Direzioni in cui si articola il Ministero della cultura  e svolge le funzioni e i compiti, non attribuiti alle direzioni regionali o ai soprintendenti di settore ai sensi delle disposizioni in materia, relativi alla tutela dei beni archivistici.
La struttura amministrativa si articola in nove uffici dirigenziali di livello non generale, compresi quelli aventi sede nelle regioni Sicilia e Trentino-Alto Adige, l'Istituto centrale per gli archivi (ICAR) e l'Archivio centrale dello Stato. 

## Organizzazione amministrativa
Per gli aspetti tecnico-scientifici dalla Direzione generale Archivi dipendono:
- 101 Archivi di Stato, con sede in città capoluogo di provincia, con il compito di conservare gli archivi prodotti dalle Amministrazioni centrali e periferiche preunitarie, nonché quelli prodotti dagli uffici postunitari della rispettiva circoscrizione;
- 35 Sezioni di Archivio di Stato, con sede in città non capoluogo di provincia, che conservano i fondi documentari di particolare pregio esistenti nel territorio di pertinenza. Esse dipendono dalla direzione dell'Archivio di Stato competente per la provincia;
- 17 Soprintendenze archivistiche, una per ciascuna regione sino al 2014, mentre il DM 27 novembre 2014 ha ridisegnato la distribuzione degli istituti periferici accorpando, in tre casi, le Soprintendenze di due regioni sotto un'unica direzione. È il caso di Abruzzo e Molise, Veneto e Trentino Alto-Adige, che si sommano alla già esistente Piemonte e Valle d'Aosta con il compito di esercitare la vigilanza sugli archivi non statali esistenti nella circoscrizione. Alle Soprintendenze spetta, fra l'altro, il compito di emettere le “dichiarazioni di rilevante interesse culturale” nei riguardi degli archivi di proprietà privata.

La DGA è un centro di responsabilità amministrativa che si articola in tre servizi ed è retta da un direttore generale.
La attuale struttura è la seguente:
- Direttore generale
- Servizio I - Organizzazione e funzionamento
- Servizio II - Patrimonio archivistico

La DGA coordina i portali tematici del Sistema Archivistico Nazionale (SAN) che ha pubblicato i portali:
- Archivio Storico Multimediale del Mediterraneo
- Archivi d'impresa
- Archivi degli architetti
- Archivi della moda del Novecento
- Archivi della musica
- Rete degli archivi "Per non dimenticare"
- Antenati. Gli archivi per la ricerca anagrafica
- Archivi dei territori
- Carte da legare
- Novecento contemporaneo

## Attribuzioni e ambiti di competenza
L'organizzazione amministrativa, le attribuzioni, le definizioni degli ambiti di competenza sono stati, sino alla fine del 2014, conseguenti alla struttura del MiBAC varata a seguito dell'entrata in vigore del decreto del Presidente della Repubblica 26 novembre 2007, n. 233, recante il «Regolamento di riorganizzazione del Ministero per i beni e le attività culturali, a norma dell'art. 1, comma 404, della legge 27 dicembre 2006, n. 296» , pubblicato nel supplemento ordinario alla Gazzetta Ufficiale 15 dicembre 2007, n. 291, come modificato dal presente DPR n. 91 del 2 luglio 2009, il «Regolamento recante modifiche ai decreti presidenziali di riorganizzazione del Ministero e di organizzazione degli Uffici di diretta collaborazione del Ministro per i beni e le attività culturali», pubblicato nel Supplemento ordinario alla G.U. n. 164 del 17/07/2009.
La attuale denominazione della Direzione e la sua struttura, in vigore a partire dal 10 dicembre 2015, varia in conseguenza del Decreto del Presidente del Consiglio dei Ministri 29 agosto 2014, n. 171 «Regolamento di organizzazione del Ministero dei beni e delle attività culturali e del turismo, degli uffici della diretta collaborazione del Ministro e dell'Organismo indipendente di valutazione della performance, a norma dell'articolo 16, comma 4, del decreto-legge 24 aprile 2014, n. 66, convertito, con modificazioni, dalla legge 23 giugno 2014, n. 89» pubblicato sulla Gazzetta Ufficiale n. 274 del 25 novembre 2014.

## I direttori generali[1]
- Mario Gaia, dal 15 novembre 1963 al 4 agosto 1965
- Giulio Russo, dall'11 settembre 1965 al 30 giugno 1973
- Giuseppe Franzè, dal 25 luglio 1973 al 28 febbraio 1975
- Marcello Del Piazzo, dal 27 marzo 1975 al 31 ottobre 1981
- Renato Grispo, dal 16 gennaio 1982 al 27 aprile 1992
- Salvatore Mastruzzi, dal 28 aprile 1992 al 16 ottobre 1994
- Rosa Aronica (f.f.), dal 17 ottobre 1994 al 20 novembre 1996
- Salvatore Mastruzzi, dal 21 novembre 1996 al 21 gennaio 1998
- Salvatore Italia, dal 22 gennaio 1998 al 1 agosto 2004
- Maurizio Fallace, dal 2 agosto 2004 al dicembre 2007
- Antonia Pasqua Recchia, dal gennaio 2008 all'agosto 2008
- Luciano Scala, dal settembre 2008 al 19 dicembre 2011
- Rossana Rummo, dal 2 gennaio 2012 al 30 novembre 2014
- Mario Guarany, dal 19 dicembre 2014 al 20 luglio 2016
- Gino Famiglietti, dal 20 luglio 2016 al 31 dicembre 2018
- Anna Maria Buzzi, dal 1º gennaio 2019 al 31 agosto 2022